# Medocinia tetragorhina
Medocinia tetragorhina — єдиний у роді Medocinia вид з родини Squalodelphinidae. Типовий екземпляр: MNHB 174, частковий череп. Його типове місце розташування — Сен-Медар-ан-Жалль, міоцен, із бурдигальського морського горизонту у Франції.